# I vitelloni
I vitelloni é uma comédia dramática franco-italiana de 1953, dirigida por Federico Fellini.
O roteiro do filme foi escrito por Federico Fellini e Enio Flaiano baseado em história deles e de Tullio Pinelli, a trilha sonora foi criada por Nino Rota e a montagem ficou a cargo de Rolando Benedetti.
As locações ocorreram nas cidades de Florença, Rimini e Viterbo.

## Elenco
- Alberto Sordi — Alberto
- Franco Interlenghi — Moraldo
- Franco Fabrizi — Fausto
- Leopoldo Trieste — Leopoldo
- Leonora Russo — Sandra
- Jean Brochard — Francesco

## Principais prêmios e indicações
Oscar - 1958
- Indicado na categoria de Melhor Roteiro Original (Federico Fellini (roteiro/história), Ennio Flaiano (roteiro/história) e Tullio Pinelli (história)).

Festival de Veneza - 1953
- Recebeu o Leão de Prata (melhor diretor).
- Indicado ao Leão de Ouro (melhor filme).